# Jordi Calafat
Jordi Joan Calafat Estelrich (Palma de Mallorca, 24 juni 1968) is een Spaans zeiler. 
Calafat won samen met Kiko Sánchez in eigen land tijdens de Olympische Zomerspelen 1992 en de gouden medaille. Calafat en Sánchez werden in 1992 en 1993 wereldkampioen.

## Palmares

### Wereldkampioenschappen
| Jaar | Plaats    | Resultaten |
| ---- | --------- | ---------- |
| 1989 | Tsu       | 470 klasse |
| 1990 | Medemblik | 470 klasse |
| 1992 | Cádiz     | 470 klasse |
| 1993 | Crozon    | 470 klasse |

### Olympische Zomerspelen
| Jaar | Plaats    | Resultaten    |
| ---- | --------- | ------------- |
| 1992 | Barcelona | 470 klasse    |
| 1996 | Savannah  | 9e 470 klasse |

1976: Harro Bode / Frank Hübner ·
1980: Marcos Soares / Eduardo Penido ·
1984: Luis Doreste / Roberto Molina ·
1988: Thierry Peponnet / Luc Pillot ·
1992: Jordi Calafat / Kiko Sánchez ·
1996: Yevhen Braslavets / Ihor Matviyenko ·
2000: Tom King / Mark Turnbull ·
2004: Kevin Burnham / Paul Foerster ·
2008: Malcolm Page / Nathan Wilmot ·
2012: Mathew Belcher / Malcolm Page ·
2016: Šime Fantela / Igor Marenić ·
2020: Mathew Belcher / William Ryan